# 緩急接續
緩急接續（日语：／ Kankyū setsuzoku */?）是指鐵路線中同時有速度慢的列車（主要為普通列車）與速度快的列車（特急、急行列車）的時候、特急、急行列車與普通列車於同一車站停車、供乘客作列車間相互轉乘。大多分配於同一個島式月台作轉乘。由於前者一般叫作「緩行」，後者叫作「急行」，所以有「緩急接續」之稱。還有稱作「緩急結合」的。
優點是只有普通列車停靠的車站的乘客可以就近於轉乘站利用快車，反之乘客目的地若為快車不停靠的車站，也能先搭乘快車到最近的轉乘站再改搭普通列車以節省時間。缺點是快車容易變得擁擠，普通列車需等候快車而使整體行車時間被拉長。故意避免緩急接續情況出現就稱為緩急分離，儘管在某些情況下並不是刻意遷就，例如依照列車等級分配行駛軌道的四線鐵路，如果為了趕點效率而不希望列車在車站做過久的停留，則不一定會等待另一等級的列車。
緩急接續又可稱為接續追越，普通列車於車站內副正線或側線等待快車於車站內正線到站停車，快車發車後普通列車再出發。主要由地上線使用。
緩急分離又可稱為通過追越，普通列車於車站內副正線或側線等待，快車由車站內正線或通過線直接超越普通列車並通過車站不停車。主要使用於地下鐵、新幹線、有料特急列車的待避。

## 應用

### 日本
- 中央線快速：國分寺站、三鷹站
- 埼京線：武藏浦和站
- 東急電鐵東橫線：自由丘站、菊名站
- 筑波快线：八潮站、流山大鹰之森站、守谷站
- 小田原线：经堂站、成城学园前站、登户站、向丘游园站、新百合丘站、町田站、海老名站、新松田站
- 山陽本線：岩国站

### 韩国
- ●首都圈電鐵1號線：东豆川站、德亭站、杨州站、议政府站、道峰山站、仓洞站、开峯站、驿谷站、富川站、松内站、富平站、铜岩站、朱安站、济物浦站、东仁川站、衿川区厅站、安养站、军浦站、义王站、成均馆大学站、水原站、饼店站、乌山站、西井里站、平泽站、成欢站
- ●首都圈电铁4号线：安山站

- ●首爾地鐵9號線：麻谷渡口站、加阳站、銅雀站
- ●首都圈電鐵京義·中央線：文山站、云井站、幸信站、陶农站、德沼站、两水站、龙门站
- ●首都圈電鐵水仁·盆唐線：古索站、器兴站
- ●首都圈電鐵京春線、ITX-青春：江村站、加平站、清平站、磨石站、坪内好坪站、思陵站、退溪院站

### 中国大陆
- 重庆轨道交通4号线、重庆轨道交通环线：民安大道站
- 重庆轨道交通5号线、重庆轨道交通环线：重庆西站
- 广惠城际铁路：东莞西站、广州莲花山站
- 广肇城际铁路：佛山西站、三水北站、鼎湖东站
- 广清城际铁路：清城站

### 台灣
- 機場線：新北產業園區站、長庚醫院站

### 美国
- 纽约地铁1号线、纽约地铁2号线、纽约地铁3号线：96街、72街、时报广场-42街车站、14街、钱伯斯街
- 纽约地铁4号线、纽约地铁5号线、纽约地铁6号线：149街-大广场、125街、大中央-42街、14街-联合广场、布鲁克林大桥-市政府
- 纽约地铁A线、纽约地铁C线：168街、145街、125街、59街-哥伦布圆环、42街-港务局客运总站、14街、西四街-华盛顿广场、坚尼街、钱伯斯街、百老汇交汇、尤克利德大道
- 纽约地铁B线、纽约地铁D线：贝德福德公园林荫路、王桥路、福德汉姆路、特雷蒙特大道、145街、125街、59街-哥伦布圆环
- 纽约地铁N线、纽约地铁R线、纽约地铁W线、纽约地铁Q线：57街-第七大道、时报广场-42街车站、34街-先驱广场、14街-联合广场